# Mas'udieh
 Mas'udieh  est un quartier du sud-est de Téhéran, capitale de l'Iran.